# 旧登米高等尋常小学校校舎

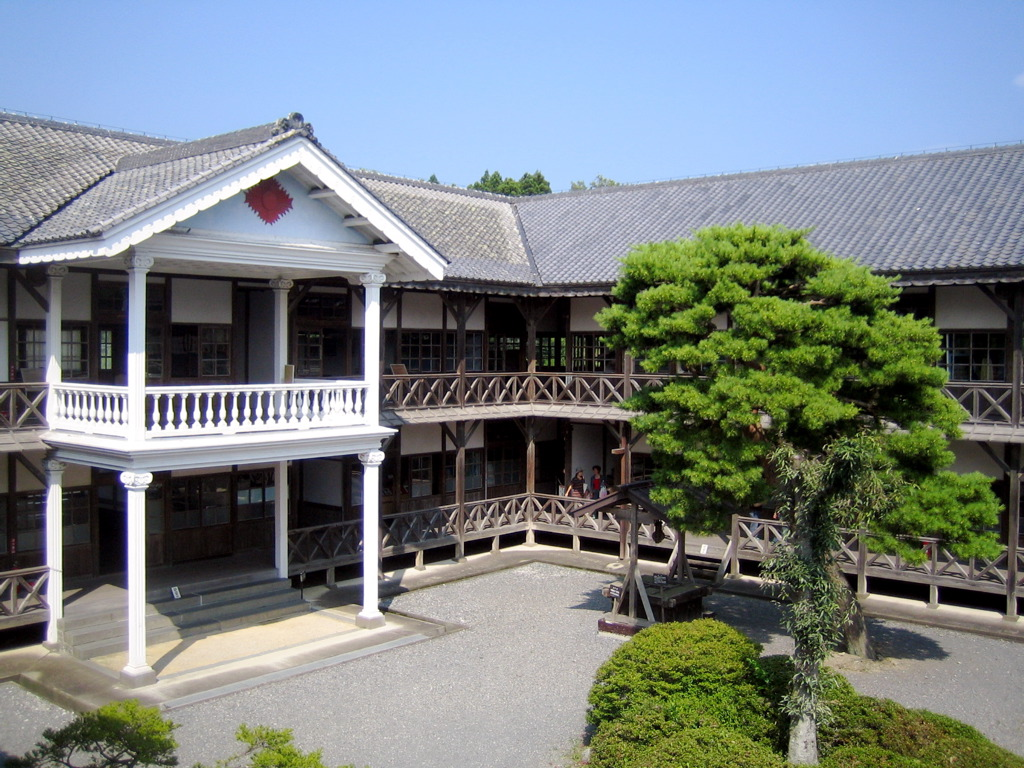
旧登米高等尋常小学校校舎（教育資料館）

旧登米高等尋常小学校校舎（きゅうとよまじんじょうしょうがっこうこうしゃ）は、宮城県登米市登米町寺池にある歴史的建造物。国の重要文化財に指定されている。

## 概要
1888年に建てられたコの字形をした二階建ての木造建築で、コの字の内側に吹き抜けの片廊下があり、正面玄関上がバルコニーとなっている。下見板張りの外壁に寄棟造の屋根を瓦で葺き、1870年代の擬洋風建築とは異なる和洋折衷で、当時の洋風学校建築の変遷を知ることができる建物である。
1980年代の半ば頃、地元の登米中学校建て替えの際に仮の校舎として使用されていた時期があった。
1989年から教育資料館として開放され、建物の中は当時の学校を再現した教室や、戦前の教育に関する資料を展示している。また映画のロケ地としても利用されている。
後身の登米市立登米小学校校舎（鉄筋コンクリート造、4階建、陸屋根）も地続きにある。
周囲には警察資料館、蔵の資料館、水沢県庁記念館など明治期の官庁舎（官公衙建築）が多く現存しており、一帯は「みやぎの明治村」とも呼ばれている。

### 建築概要
- 所在地：宮城県登米市登米町寺池桜小路6
- 構造形式：木造、建築面積841.7m2、二階建、桟瓦葺
- 建築年代：1888年
- 重要文化財指定年月日：1981年6月5日

## アクセス
JR仙台駅前から東日本急行・仙台 - とよま線高速バスで「とよま明治村」下車。